# Magdeburger Halbkugeln

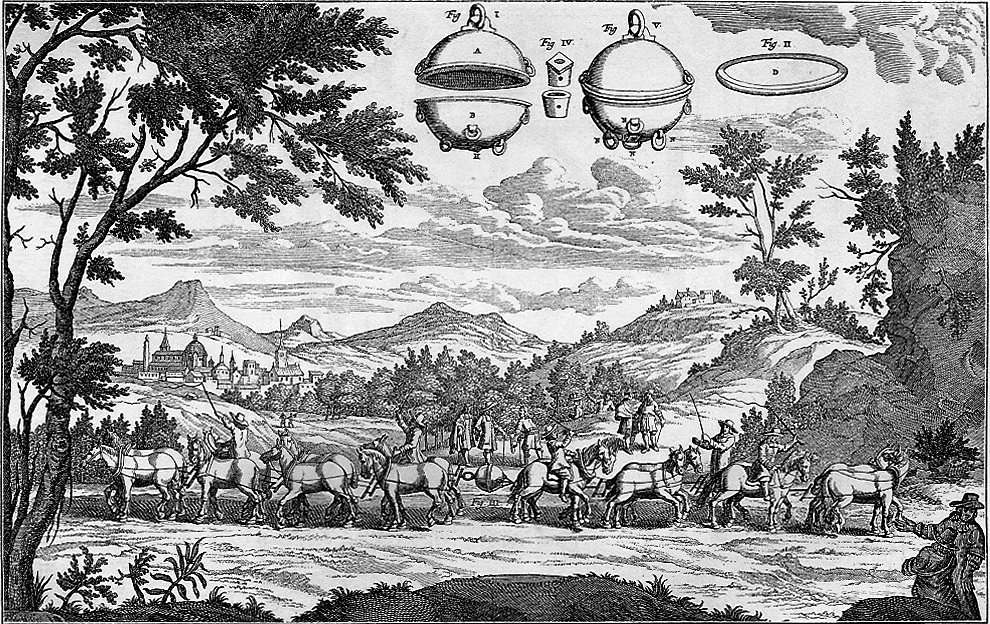
Die Wirkung des Luftdrucks eindrucksvoll demonstriert mit den Magdeburger Halbkugeln (Stich aus Otto von Guerickes Hauptwerk Experimenta nova … Magdeburgica)

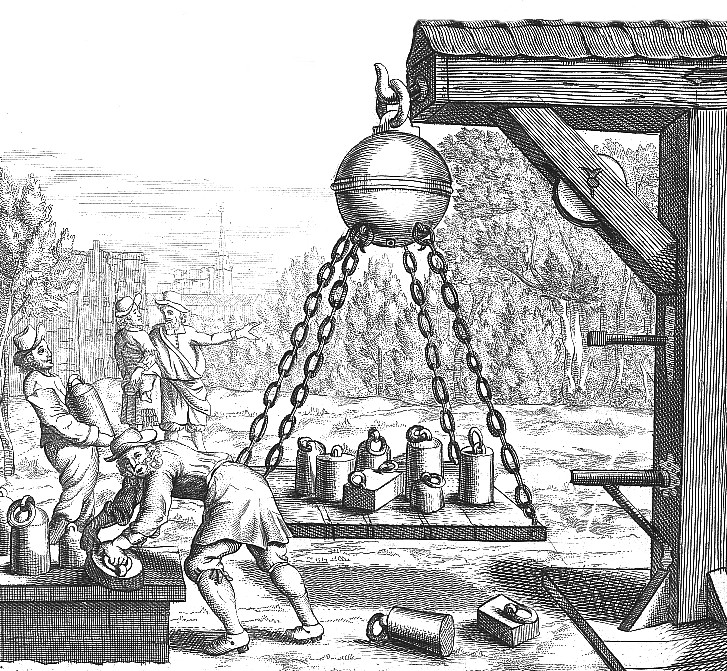
Die Magdeburger Halbkugeln in senkrechter Anordnung

Mit seinen Magdeburger Halbkugeln demonstrierte Otto von Guericke mehrfach in der Öffentlichkeit auf spektakuläre Weise die Wirkung des Luftdrucks. 1654 zeigte Guericke auf dem Reichstag in Regensburg verschiedene Vakuum-Experimente. Ab 1656 ließ er in Magdeburg erste Versuche mit den Magdeburger Halbkugeln durchführen. Danach trat er mit seinen populärwissenschaftlich inszenierten Experimenten vielerorts auf, so 1657 in Magdeburg und 1663 auch am Hof des Kurfürsten Friedrich Wilhelm von Brandenburg. Er zeigte mit seinem Schauversuch die Existenz der Erdatmosphäre und widerlegte auf leicht nachvollziehbare Weise den sogenannten Horror vacui, wie es 1643 schon Evangelista Torricelli mit dem Quecksilber-Barometer und 1647 schon Blaise Pascal mit weiteren Barometer-Experimenten, wie etwa Leere in der Leere, getan hatten.

## Der Ablauf des Experiments
Guericke legte zwei Halbkugelschalen aus Kupfer mit etwa 42 cm Durchmesser so aneinander, dass sie eine Kugel bildeten. Zwischen den Kugelschalen diente ein mit Wachs und Terpentin getränkter Lederstreifen als Dichtung. Anschließend entzog er dem so entstandenen Hohlraum mit der von ihm erfundenen Kolbenpumpe über ein Ventil die Luft. Der Luftdruck, der nun nur von außen auf die Kugel wirkte, drückte diese so stark zusammen, dass sich diese selbst mit 30 (in Regensburg, zwei Gespanne mit je 15) bzw. 16 (in Magdeburg, zwei Gespanne mit je acht) Pferden nicht mehr auseinanderziehen ließ. Die Halbkugeln konnten erst wieder getrennt werden, nachdem durch das Ventil wieder Umgebungsluft zurück in die Kugel gelassen worden war.

## Die physikalischen Zusammenhänge

Tatsächlich presst der äußere Luftdruck die Magdeburger Halbkugeln zusammen
a) Halbkugeln mit Luft gefüllt
b) luftleere Halbkugeln
1. Griff
2. luftdichte Abdichtung
3. Magdeburger Halbkugel
4. Luftdruck
5. Vakuum

Die Kraft, mit welcher der äußere Luftdruck die Halbkugeln gegeneinander drückt, berechnet sich bei einer Kugel mit einem inneren Durchmesser von 42 cm und einem äußeren Luftdruck von 0,1 MPa zu circa 14 kN. Sie ergibt sich aus der Fläche des Kreises, die vom Dichtungsring eingeschlossen wird, multipliziert mit der Luftdruckdifferenz zwischen dem Inneren der Kugel und der Umgebung. Der Wert von 14 kN entspricht etwa dem Gewicht eines mittleren Personenwagens. Wie gut das Vakuum war, das von Guerickes Luftpumpe erzeugt werden konnte, ist nicht bekannt.
Aus mechanischer Sicht ist zu bemerken, dass die effektive Zugkraft der Pferde nur von einem der beiden Gespanne aufgebracht wird. Es wirkte also im historischen Experiment nur die Zugkraft von 15 bzw. acht Pferden. Das andere Gespann dient lediglich dazu, die Versuchsanordnung festzuhalten, was auch durch Befestigung einer der beiden Halbkugeln an einem Fixpunkt hätte erreicht werden können.
Manche vermuten, dass von Guericke bewusst den Mehraufwand von zwei Gespannen für ein eindrucksvolleres Experiment inszenierte. Andererseits wurde das 3. Newtonsche Gesetz erst 1687 veröffentlicht, so dass auch denkbar ist, dass die mechanischen Zusammenhänge noch nicht bekannt waren.
Der Schauversuch ist ein bemerkenswertes Beispiel für eine Reihe von Experimenten, welche naturwissenschaftliche Fakten (horror vacui, ständiger gewaltiger Luftdruck, actio = reactio) demonstrieren, die intuitiv aus der Alltagserfahrung heraus meist nicht erwartet werden und daher oft Erstaunen auslösen.

## Berühmte Halbkugel-Sätze

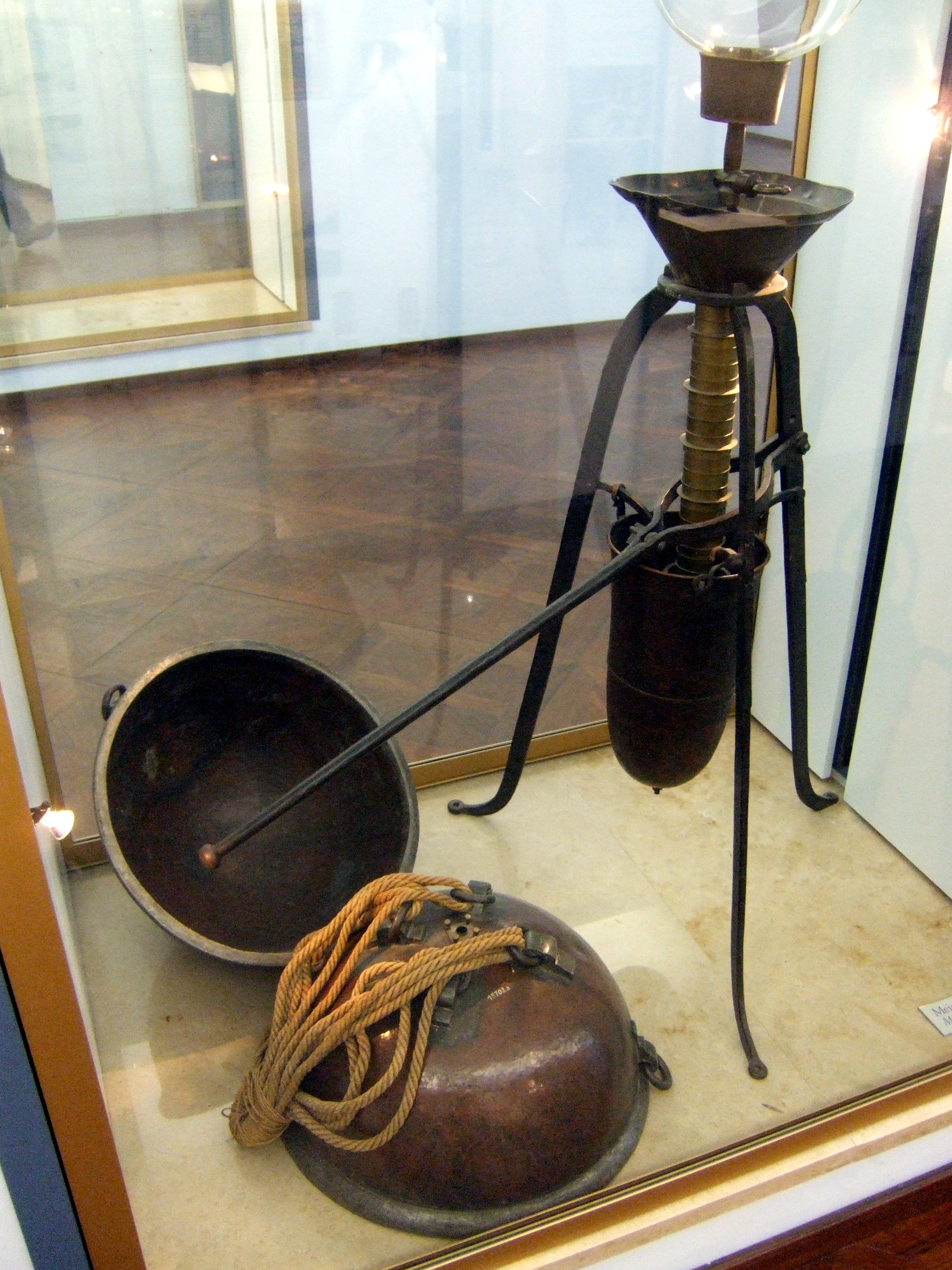
Magdeburger Halbkugeln samt Luftpumpe (Deutsches Museum)

Für seine Vorführungen ließ Otto von Guericke nach und nach mehrere Sätze Halbkugeln anfertigen:
- Ein Satz von Halbkugeln und eine Luftpumpe aus dem Besitz Otto von Guerickes gelangte aus der privaten Kuriositätensammlung des Helmstedter Hochschullehrers Gottfried Christoph Beireis über die Universität Helmstedt in den Besitz der Technischen Universität Braunschweig, wo sie in der Universitätsbibliothek ausgestellt sind.[1]
- Der Große Kurfürst Friedrich Wilhelm (Brandenburg) lud Otto von Guericke ein, ihm das Experiment vorzuführen. Dafür ließ Guericke einen weiteren Satz Halbkugeln herstellen, die sich von 1663 bis 1889 in der Churfürstlichen Bibliothek zu Cölln an der Spree befanden, wo auch das Experiment stattfand.[2] Anlässlich der Gründung des Deutschen Museums 1903 in München bat man den Direktor des Physikalischen Instituts der Universität Berlin, Paul Drude, um eine Nachbildung der Geräte, die im Oktober 1906 auch dort eintrafen. Einen Monat später stattete Kaiser Wilhelm II. München einen Besuch ab und vermachte dem Museum die Originalhalbkugeln und die Luftpumpe.[3] Sie sind seit 1908 dort Ausstellungsstücke.

## Das Denkmal

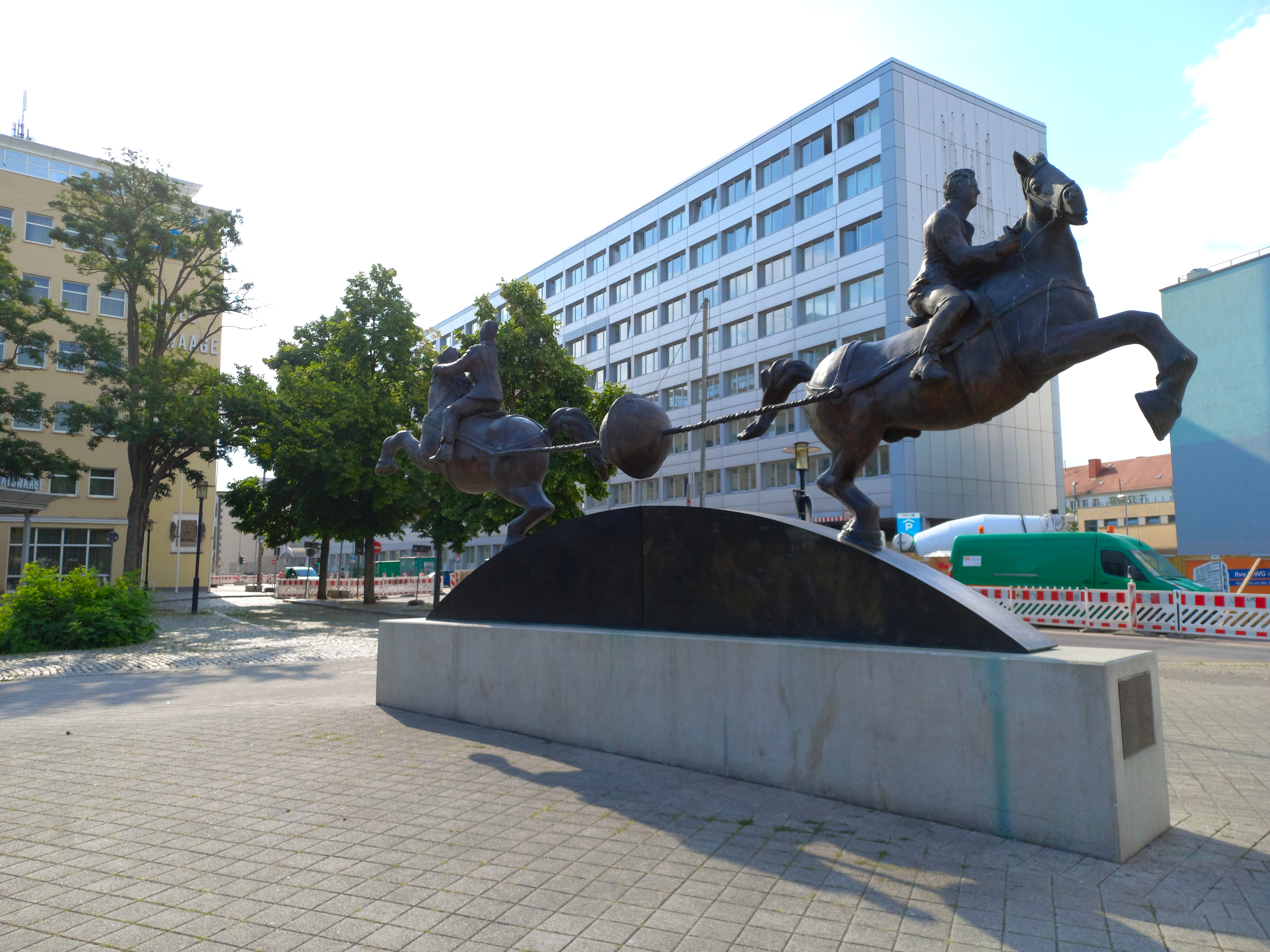
Denkmal am Ratswaageplatz in Magdeburg

Am 15. Juni 2002 wurde in Magdeburg die Großplastik zum Magdeburger Halbkugelversuch eingeweiht. Auf dem Ratswaageplatz im Stadtzentrum enthüllten Oberbürgermeister Lutz Trümper und Otto von Guericke (alias Wolfgang Emmrich) die Großplastik zum Magdeburger Halbkugelversuch. Der Oberbürgermeister hatte zuvor aus den Händen von Peter Transfeld, Vorstandsvorsitzender der Öhmi AG, die Schenkungsurkunde für das von dem ebenfalls anwesenden Bildhauer Thomas Virnich geschaffene Kunstwerk erhalten. Öhmi war Initiatorin und Auftraggeberin der fünf Meter hohen und acht Meter langen Bronzegussplastik, mit der aus Anlass des 400. Geburtstages von Otto von Guericke vor allem die wissenschaftlichen Leistungen des früheren Magdeburger Bürgermeisters und Gelehrten gewürdigt werden sollten. 200 Sponsoren und Spender haben dazu beigetragen, die Stadt Magdeburg als Ort des berühmten Halbkugelversuchs Guerickes noch bekannter zu machen. Der Halbkugelversuch ist in Form diverser Souvenirs erhältlich.

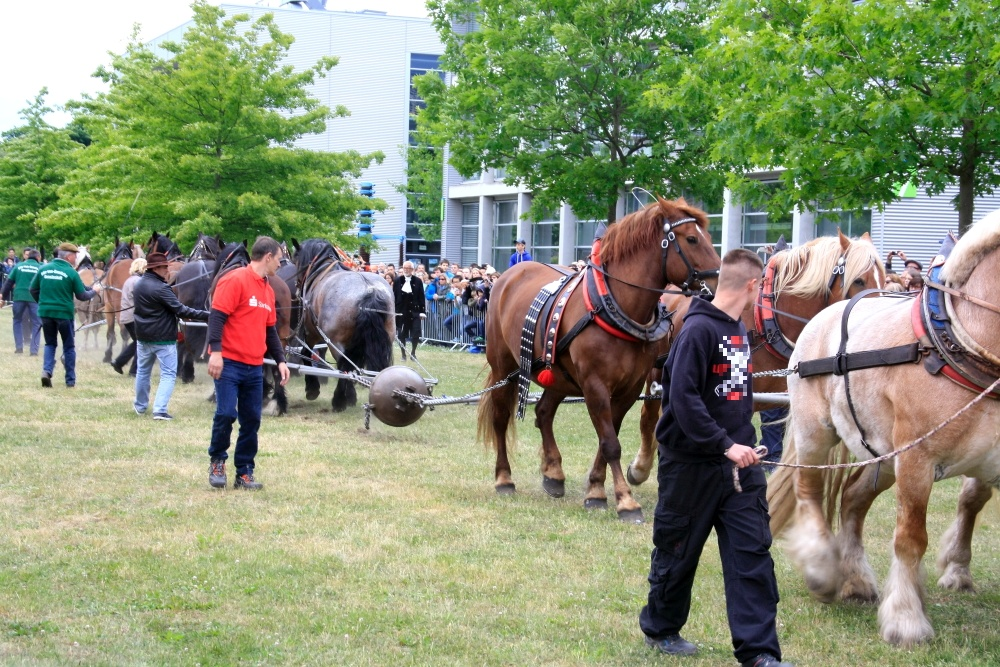
Nachgestellter Versuch in Magdeburg (2015)

## Heutige Vorführungen
Die Otto-von-Guericke-Gesellschaft führt regelmäßig Halbkugel-Experimente öffentlich und in Museen vor.

## Sonstiges

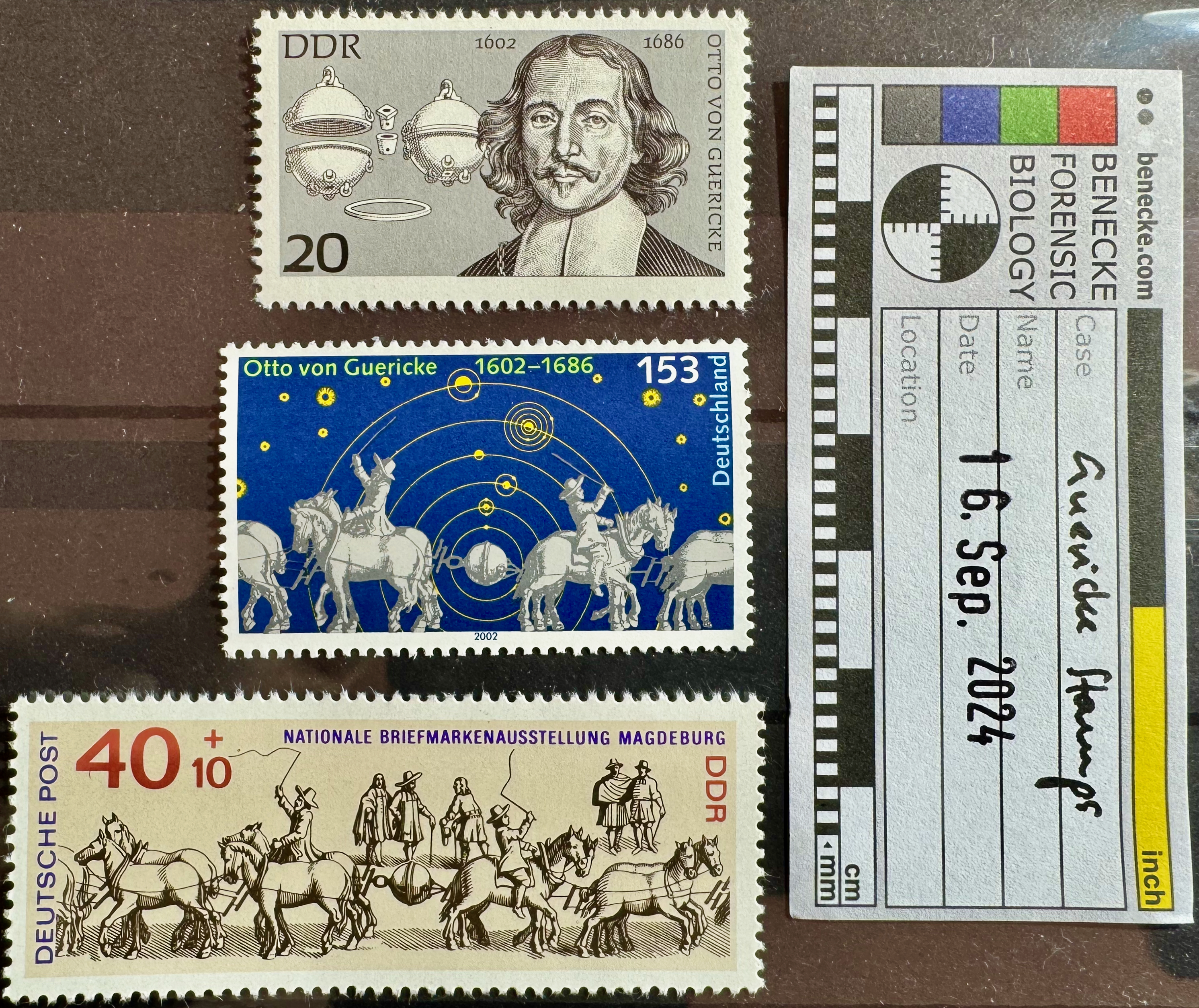
Drei deutsche Briefmarken zu den Halbkugel-Experimenten

- Die Halbkugeln sind Motiv auf mindestens drei deutschen Briefmarken.
- Luftpumpentaler ist die Bezeichnung des Gedenktalers von 1702, dem ersten Gepräge mit der Darstellung des Trennungsversuchs der Magdeburger Halbkugeln.
- Anlässlich des 400. Geburtstages Otto von Guerickes im „Guericke-Jahr“ 2002 wurden – verteilt über das ganze Stadtgebiet – stilisierte „Magdeburger Halbkugeln“ als Skulpturen aufgestellt, die mit verschiedenen Motiven, welche sich auf das gesellschaftliche Leben beziehen, bemalt sind. Zum 1200. Stadtjubiläum im Jahr 2005 kamen weitere dieser Kunstwerke hinzu.
- Es gibt auch Pralinen in der Form der berühmten Halbkugeln.[6]
- Auf dem Label der Jeans von Levi Strauss & Co. wird eine Abwandlung der Skizze Caspar Schotts verwendet, die zwei Pferde zeigt, die versuchen, eine Hose zu zerreißen.
- An der Vorderfassade des Deutschen Patent- und Markenamtes in München sind als Sinnbild des Forscherdranges Magdeburger Halbkugeln montiert.